# Guareña
Guareña – gmina w Hiszpanii, w prowincji Badajoz, w Estramadurze, o powierzchni 238,34 km². W 2011 roku gmina liczyła 7289 mieszkańców.